# 中国基督教灵修学院
中国基督教灵修学院是中国20世纪一所基督教福音派神学院。
1936年10月，金陵女子神学院校长贾玉铭因虑及该校将会和现代派的金陵神学院合并，与教员廖恩荣、毕咏琴离开该校，三人在南京鼓楼附近的厚载巷53号另外创立了中国基督教灵修学院，旨在培养“仰望主；不募捐，不借債，過信心的生活”的傳道人。
1937年抗战爆发，中国基督教灵修学院西迁湖北宜昌、四川灌县、广汉，后迁往重庆南山黄桷垭。
1946年，抗战结束后，中国基督教灵修神学院自重庆迁回南京，租用山西路81号聚会场所。此后此处聚会的信徒人数增加，遂于院内建灵光堂。
1949年，賈玉銘回国后，灵修学院迁至上海巨鹿路367号二楼，称上海灵修学院。
1956年，上海灵修学院和中国基督教传道人修养院、怀恩业余神学院、上海圣经学社合并成立中国基督教上海灵修神学院，校址设巨鹿路，贾玉铭仍任院长 。1957年反右运动期间，賈玉銘受到批判。1959年，上海灵修神学院停办。